# Coelogyne longibulbosa
Coelogyne longibulbosa là một loài thực vật có hoa trong họ Lan. Loài này được Ames & C.Schweinf. mô tả khoa học đầu tiên năm 1920.